# 디트릭 엔스
디트릭 엔스(Dietrich Enns, 1991년 5월 16일 ~ )는 미국의 야구 선수이자, 전 KBO 리그 LG 트윈스의 투수이다.

## 미국 프로야구 시절
2017년에 미네소타 트윈스에 입단하였다.

## 일본 프로야구 시절
2022년에 사이타마 세이부 라이온스에 입단하였다.

## 한국 프로야구 시절

### LG 트윈스시절
2024년에 아담 플럿코를 대체할 외국인 투수로 영입되었다.
2024년 3월 23일 한화 이글스와 개막전에서 호투하여 KBO리그 데뷔 첫승을 기록했다.
시즌 후, 그의 차기 대체 용병으로는 요니 치리노스가 영입되었다.